# Epicrionops petersi
Epicrionops petersi là một loài không chân thuộc họ Rhinatrematidae.
Loài này có ở Ecuador và Peru, có thể có ở Brasil và Colombia.
Môi trường sống tự nhiên của chúng là rừng ẩm vùng đất thấp nhiệt đới hoặc cận nhiệt đới, vùng núi ẩm nhiệt đới hoặc cận nhiệt đới, sông ngòi, và sông có nước theo mùa.